# Michel Duponcelle
Michel François Georges Norbert Duponcelle, né le 18 juin 1961 à Watermael-Boitsfort, est un homme politique belge, membre du Parti socialiste (Belgique), ex-membre du parti Ecolo.
Michel Duponcelle fut un participant du mouvement gay à Bruxelles (fondateur du Syndigay), il est le premier avec son partenaire à avoir signé une cohabition légale en Belgique (elle n"a pas duré: c'était surtout une motivation politique personnelle) aujourd'hui, il est directeur d'Infor Jeunes; guide à Itinéraires et collabore à plusieurs projets destinés aux personnes handicapées.
Il fut administrateur puis directeur du Service d'Éducation Permanente à Tels Quels, directeur de Cabinet auprès de l’échevin de l'Instruction publique Mohamed Lahlali, directeur de Cabinet-adjoint chargé des Affaires sociales de Charles Picqué, Eric Tomas et Emir Kir, député régional bruxellois et enseignant à l'Institut Frans Fischer à Schaerbeek. Il fut éjecté de ses fonctions politiques par le président d'alors du PS Bruxellois, Philippe Moureaux, pour avoir participé à un film pornographique gay.
Depuis mars 2013, il est Président du Mouvement contre le discours de haine (www.nonalahaine.be) et administrateur du MRAX.
Il est guide-conférencier et président de l’asbl Patrimoine et Traditions.

## Carrière politique
- Député bruxellois de 1989 à 1995.